# Xysticus kali
Xysticus kali là một loài nhện trong họ Thomisidae.
Loài này thuộc chi Xysticus. Xysticus kali được Benoy Krishna Tikader & Biswamoy Biswas miêu tả năm 1974.